# V-League 2013-2014 (maschile)
La V-League 2013-2014, 10ª edizione della massima serie del campionato sudcoreano di pallavolo maschile, si è svolta dal 2 novembre 2013 al 3 aprile 2014: al torneo hanno partecipato 7 squadre di club sudcoreane e la vittoria finale è andata per l'ottava volta, la settima consecutiva, ai Samsung Bluefangs.

## Regolamento

### Formula
Le squadre hanno disputato un girone all'italiana, composta da cinque round, scontrandosi con ciascun'avversaria cinque volte in casa, per un totale di trenta giornate; al termine della regular season:
- La prima classificata ha avuto accesso diretto alla finale dei play-off scudetto, giocata al meglio delle cinque gare;
- La seconda classificata ha avuto accesso diretto alla semifinale dei play-off scudetto, giocata al meglio delle tre gare.

### Criteri di classifica
Se il risultato finale è stato di 3-0 o 3-1 sono stati assegnati 3 punti alla squadra vincente e 0 a quella sconfitta, se il risultato finale è stato di 3-2 sono stati assegnati 2 punti alla squadra vincente e 1 a quella sconfitta.
L'ordine del posizionamento in classifica è stato definito in base a:
- Punti;
- Numero di partite vinte;
- Ratio dei set vinti/persi;
- Ratio dei punti realizzati/subiti.

## Squadre partecipanti
Alla V-League 2013-2014 partecipano sette club, tra cui i neonati Rush & Cash Vespid; i Rush & Cash Dream 6 partecipano con la nuova denominazione Woori Card Hansae.
| Club               | Stagione | Città   | Impianto                     | Stagione precedente       |
| ------------------ | -------- | ------- | ---------------------------- | ------------------------- |
| Hyundai Skywalkers | dettagli | Cheonan | Ryu Gwansun Gymnasium        | 3ª in V-League            |
| KEPCO Vixtorm      | dettagli | Suwon   | Suwon Gymnasium              | 6ª in V-League            |
| Korean Air Jumbos  | dettagli | Incheon | Gyeyang Gymnasium            | 2ª in V-League            |
| LIG Greaters       | dettagli | Gumi    | Park Chung-hee Gymnasium     | 5ª in V-League            |
| Rush & Cash Vespid | dettagli | Ansan   | Sangnoksu Gymnasium          | -                         |
| Samsung Bluefangs  | dettagli | Daejeon | Chungmu Gymnasium            | Campione di Corea del Sud |
| Woori Card Hansae  | dettagli | Seul    | Yi Sun-sin Icerink Gymnasium | 4ª in V-League            |

## Torneo

### Regular season

#### Risultati
| Primo round |                                         |     |                                   |
|             |                                         |     |                                   |
| 02-11       | Samsung Bluefangs - Korean Air Jumbos   | 3-2 | 22-25, 25-19, 25-23, 23-25, 15-12 |
| 03-11       | Hyundai Skywalkers - Woori Card Hansae  | 3-0 | 25-19, 26-24, 25-22               |
| 03-11       | LIG Greaters - KEPCO Vixtorm            | 2-3 | 25-22, 24-26, 24-26, 25-16, 7-15  |
| 05-11       | Rush & Cash Vespid - Korean Air Jumbos  | 1-3 | 27-25, 18-25, 22-25, 24-26        |
| 06-11       | LIG Greaters - Samsung Bluefangs        | 3-1 | 28-26, 21-25, 32-30, 25-23        |
| 07-11       | Hyundai Skywalkers - KEPCO Vixtorm      | 3-1 | 25-22, 25-23, 24-26, 25-23        |
| 09-11       | Woori Card Hansae - LIG Greaters        | 3-1 | 25-21, 21-25, 25-22, 25-23        |
| 10-11       | Korean Air Jumbos - Hyundai Skywalkers  | 3-1 | 26-24, 21-25, 25-23, 25-22        |
| 10-11       | Rush & Cash Vespid - Samsung Bluefangs  | 0-3 | 21-25, 11-25, 21-25               |
| 12-11       | Woori Card Hansae - Rush & Cash Vespid  | 3-0 | 25-19, 25-19, 25-21               |
| 13-11       | Korean Air Jumbos - LIG Greaters        | 3-0 | 25-22, 27-25, 25-16               |
| 14-11       | KEPCO Vixtorm - Samsung Bluefangs       | 0-3 | 18-25, 16-25, 16-25               |
| 16-11       | Korean Air Jumbos - Woori Card Hansae   | 1-3 | 20-25, 18-25, 25-16, 14-25        |
| 17-11       | Hyundai Skywalkers - LIG Greaters       | 3-0 | 25-15, 25-22, 25-21               |
| 17-11       | KEPCO Vixtorm - Rush & Cash Vespid      | 3-2 | 27-29, 25-19, 25-13, 22-25, 15-12 |
| 19-11       | Samsung Bluefangs - Woori Card Hansae   | 3-0 | 25-23, 30-28, 25-18               |
| 20-11       | Rush & Cash Vespid - Hyundai Skywalkers | 0-3 | 15-25, 21-25, 19-25               |
| 21-11       | KEPCO Vixtorm - Korean Air Jumbos       | 2-3 | 25-22, 25-21, 24-26, 19-25, 13-15 |
| 23-11       | LIG Greaters - Rush & Cash Vespid       | 3-1 | 25-21, 22-25, 27-25, 25-21        |
| 24-11       | Samsung Bluefangs - Hyundai Skywalkers  | 3-0 | 26-24, 25-22, 25-21               |
| 24-11       | KEPCO Vixtorm - Woori Card Hansae       | 2-3 | 25-20, 26-24, 18-25, 21-25, 13-15 |

| Secondo round |                                         |     |                                   |
|               |                                         |     |                                   |
| 26-11         | Korean Air Jumbos - Rush & Cash Vespid  | 3-0 | 25-22, 25-23, 56-54               |
| 27-11         | Samsung Bluefangs - KEPCO Vixtorm       | 3-1 | 25-19, 25-23, 21-25, 25-14        |
| 28-11         | Woori Card Hansae - Hyundai Skywalkers  | 3-0 | 29-27, 27-25, 25-19               |
| 30-11         | KEPCO Vixtorm - LIG Greaters            | 1-3 | 25-21, 23-25, 21-25, 16-25        |
| 01-12         | Hyundai Skywalkers - Samsung Bluefangs  | 3-1 | 25-23, 25-21, 24-26, 28-26        |
| 01-12         | Rush & Cash Vespid - Woori Card Hansae  | 2-3 | 25-18, 26-24, 22-25, 19-25, 13-15 |
| 03-12         | Korean Air Jumbos - KEPCO Vixtorm       | 0-3 | 21-25, 22-25, 30-32               |
| 04-12         | Woori Card Hansae - Samsung Bluefangs   | 0-3 | 18-25, 25-27, 19-25               |
| 05-12         | Rush & Cash Vespid - LIG Greaters       | 3-0 | 25-19, 25-23, 25-18               |
| 07-12         | Samsung Bluefangs - LIG Greaters        | 3-0 | 25-18, 25-13, 25-20               |
| 08-12         | Woori Card Hansae - Korean Air Jumbos   | 3-2 | 26-24, 22-25, 26-28, 25-15, 15-13 |
| 08-12         | KEPCO Vixtorm - Hyundai Skywalkers      | 3-2 | 22-25, 26-24, 25-20, 24-26, 15-13 |
| 10-12         | Samsung Bluefangs - Rush & Cash Vespid  | 3-1 | 25-22, 25-23, 25-27, 25-14        |
| 11-12         | LIG Greaters - Woori Card Hansae        | 1-3 | 18-25, 25-21, 17-25, 18-25        |
| 12-12         | Hyundai Skywalkers - Korean Air Jumbos  | 3-1 | 25-20, 22-25, 25-21, 25-19        |
| 14-12         | Rush & Cash Vespid - KEPCO Vixtorm      | 3-0 | 25-16, 25-19, 25-16               |
| 15-12         | Korean Air Jumbos - Samsung Bluefangs   | 1-3 | 21-25, 25-21, 22-25, 25-27        |
| 15-12         | LIG Greaters - Hyundai Skywalkers       | 2-3 | 25-22, 25-23, 19-25, 22-25, 12-15 |
| 17-12         | KEPCO Vixtorm - Woori Card Hansae       | 2-3 | 25-23, 25-20, 22-25, 22-25, 12-15 |
| 18-12         | Hyundai Skywalkers - Rush & Cash Vespid | 3-0 | 25-23, 25-19, 25-19               |
| 19-12         | LIG Greaters - Korean Air Jumbos        | 3-1 | 28-26, 28-26, 20-25, 25-22        |

| Terzo round |                                         |     |                                   |
|             |                                         |     |                                   |
| 21-12       | Hyundai Skywalkers - Woori Card Hansae  | 3-1 | 16-25, 25-23, 25-19, 25-19        |
| 22-12       | Rush & Cash Vespid - Samsung Bluefangs  | 2-3 | 21-25, 25-14, 25-17, 21-25, 13-15 |
| 24-12       | LIG Greaters - KEPCO Vixtorm            | 3-2 | 12-25, 35-33, 22-25, 25-19, 15-12 |
| 25-12       | Samsung Bluefangs - Korean Air Jumbos   | 0-3 | 22-25, 21-25, 27-29               |
| 26-12       | Rush & Cash Vespid - Woori Card Hansae  | 3-0 | 26-24, 25-18, 25-18               |
| 28-12       | LIG Greaters - Korean Air Jumbos        | 3-1 | 19-25, 25-20, 25-17, 25-20        |
| 29-12       | Woori Card Hansae - KEPCO Vixtorm       | 3-0 | 26-24, 25-22, 25-23               |
| 29-12       | Hyundai Skywalkers - Rush & Cash Vespid | 3-1 | 20-25, 25-20, 25-22, 25-21        |
| 31-12       | LIG Greaters - Samsung Bluefangs        | 2-3 | 25-21, 25-22, 20-25, 20-25, 14-16 |
| 01-01       | Korean Air Jumbos - Hyundai Skywalkers  | 2-3 | 20-25, 25-23, 24-26, 25-16, 13-15 |
| 02-01       | KEPCO Vixtorm - Rush & Cash Vespid      | 1-3 | 26-24, 19-25, 20-25, 24-26        |
| 04-01       | Woori Card Hansae - LIG Greaters        | 3-0 | 25-22, 25-22, 25-23               |
| 05-01       | Samsung Bluefangs - Hyundai Skywalkers  | 1-3 | 18-25, 23-25, 25-15, 22-25        |
| 07-01       | Korean Air Jumbos - Rush & Cash Vespid  | 3-1 | 23-25, 25-21, 25-19, 25-18        |
| 08-01       | Samsung Bluefangs - KEPCO Vixtorm       | 3-0 | 25-22, 25-20, 25-18               |
| 09-01       | Hyundai Skywalkers - LIG Greaters       | 3-1 | 21-25, 25-23, 25-15, 30-28        |
| 11-01       | Korean Air Jumbos - Woori Card Hansae   | 0-3 | 18-25, 20-25, 19-25               |
| 12-01       | KEPCO Vixtorm - Hyundai Skywalkers      | 2-3 | 21-25, 25-23, 25-18, 28-30, 13-15 |
| 14-01       | Woori Card Hansae - Samsung Bluefangs   | 1-3 | 20-25, 25-19, 20-25, 23-25        |
| 15-01       | KEPCO Vixtorm - Korean Air Jumbos       | 0-3 | 17-25, 18-25, 16-25               |
| 16-01       | Rush & Cash Vespid - LIG Greaters       | 3-2 | 25-19, 23-25, 22-25, 32-30, 16-14 |

| Quarto round |                                         |     |                                   |
|              |                                         |     |                                   |
| 22-01        | Hyundai Skywalkers - Samsung Bluefangs  | 1-3 | 26-24, 17-25, 16-25, 23-25        |
| 23-01        | Korean Air Jumbos - LIG Greaters        | 3-0 | 26-24, 25-19, 25-21               |
| 25-01        | Rush & Cash Vespid - KEPCO Vixtorm      | 3-0 | 25-23, 25-18, 25-23               |
| 26-01        | Samsung Bluefangs - Woori Card Hansae   | 3-1 | 25-12, 19-25, 25-18, 25-18        |
| 28-01        | LIG Greaters - Rush & Cash Vespid       | 3-1 | 25-21, 15-25, 25-22, 25-21        |
| 29-01        | Hyundai Skywalkers - KEPCO Vixtorm      | 0-3 | 22-25, 21-25, 20-25               |
| 30-01        | Korean Air Jumbos - Samsung Bluefangs   | 1-3 | 30-28, 28-30, 21-25, 19-25        |
| 31-01        | KEPCO Vixtorm - LIG Greaters            | 1-3 | 22-25, 31-33, 25-23, 25-27        |
| 01-02        | Woori Card Hansae - Rush & Cash Vespid  | 1-3 | 18-25, 19-25, 27-25, 22-25        |
| 02-02        | Hyundai Skywalkers - Korean Air Jumbos  | 3-0 | 25-20, 25-20, 28-26               |
| 04-02        | KEPCO Vixtorm - Samsung Bluefangs       | 1-3 | 31-29, 24-26, 19-25, 22-25        |
| 05-02        | Woori Card Hansae - Korean Air Jumbos   | 0-3 | 18-25, 16-25, 24-26               |
| 06-02        | Rush & Cash Vespid - Hyundai Skywalkers | 0-3 | 20-25, 22-25, 20-25               |
| 08-02        | Woori Card Hansae - KEPCO Vixtorm       | 3-0 | 25-18, 25-23, 25-19               |
| 09-02        | LIG Greaters - Hyundai Skywalkers       | 3-2 | 25-27, 23-25, 25-23, 25-17, 15-10 |
| 09-02        | Samsung Bluefangs - Rush & Cash Vespid  | 0-3 | 22-25, 19-25, 23-25               |
| 11-02        | Korean Air Jumbos - KEPCO Vixtorm       | 3-1 | 20-25, 25-21, 25-13, 25-23        |
| 12-02        | Woori Card Hansae - Hyundai Skywalkers  | 2-3 | 25-17, 22-25, 25-22, 16-25, 11-15 |
| 13-02        | Samsung Bluefangs - LIG Greaters        | 1-3 | 22-25, 25-16, 23-25, 21-25        |
| 15-02        | Rush & Cash Vespid - Korean Air Jumbos  | 0-3 | 19-25, 18-25, 21-25               |
| 16-02        | LIG Greaters - Woori Card Hansae        | 0-3 | 23-25, 20-25, 19-25               |

| Quinto round |                                         |     |                                   |
|              |                                         |     |                                   |
| 18-02        | Samsung Bluefangs - KEPCO Vixtorm       | 3-2 | 25-22, 20-25, 22-25, 25-19, 15-12 |
| 19-02        | LIG Greaters - Hyundai Skywalkers       | 0-3 | 18-25, 22-25, 20-25               |
| 20-02        | Woori Card Hansae - Korean Air Jumbos   | 1-3 | 25-21, 27-29, 22-25, 25-27        |
| 22-02        | Rush & Cash Vespid - LIG Greaters       | 2-3 | 25-23, 24-26, 23-25, 27-25, 8-15  |
| 23-02        | Samsung Bluefangs - Korean Air Jumbos   | 3-1 | 25-23, 24-26, 25-20, 25-19        |
| 25-02        | Hyundai Skywalkers - KEPCO Vixtorm      | 3-1 | 23-25, 25-22, 25-20, 25-21        |
| 26-02        | LIG Greaters - Samsung Bluefangs        | 0-3 | 20-25, 19-25, 19-25               |
| 27-02        | Woori Card Hansae - Rush & Cash Vespid  | 0-3 | 20-25, 18-25, 17-25               |
| 01-03        | LIG Greaters - KEPCO Vixtorm            | 0-3 | 24-26, 21-25, 25-27               |
| 02-03        | Korean Air Jumbos - Hyundai Skywalkers  | 1-3 | 20-25, 15-25, 25-18, 20-25        |
| 04-03        | Samsung Bluefangs - Woori Card Hansae   | 3-1 | 25-16, 25-20, 23-25, 25-23        |
| 05-03        | KEPCO Vixtorm - Korean Air Jumbos       | 0-3 | 21-25, 23-25, 25-27               |
| 06-03        | Rush & Cash Vespid - Hyundai Skywalkers | 1-3 | 29-27, 21-25, 20-25, 22-25        |
| 08-03        | Woori Card Hansae - LIG Greaters        | 0-3 | 24-26, 23-25, 16-25               |
| 09-03        | KEPCO Vixtorm - Samsung Bluefangs       | 1-3 | 25-22, 23-25, 17-25, 20-25        |
| 09-03        | Hyundai Skywalkers - Rush & Cash Vespid | 2-3 | 25-17, 25-21, 16-25, 23-25, 13-15 |
| 11-03        | Korean Air Jumbos - LIG Greaters        | 3-0 | 25-23, 25-22, 25-18               |
| 12-03        | KEPCO Vixtorm - Woori Card Hansae       | 3-2 | 26-28, 25-21, 22-25, 28-26, 15-10 |
| 13-03        | Rush & Cash Vespid - Samsung Bluefangs  | 3-2 | 25-23, 21-25, 17-25, 25-22, 15-11 |
| 15-03        | Hyundai Skywalkers - Woori Card Hansae  | 1-3 | 23-25, 25-21, 23-25, 21-25        |
| 16-03        | Korean Air Jumbos - Rush & Cash Vespid  | 3-1 | 18-25, 30-28, 26-24, 25-19        |

#### Classifica
| Pos. | Squadra            | Pt | G  | V  | P  | SV | SP | Ratio | PF    | PS    | Ratio |
| ---- | ------------------ | -- | -- | -- | -- | -- | -- | ----- | ----- | ----- | ----- |
| 1.   | Samsung Bluefangs  | 66 | 30 | 23 | 7  | 75 | 40 | 1,875 | 2 737 | 2 486 | 1,101 |
| 2.   | Hyundai Skywalkers | 61 | 30 | 21 | 9  | 71 | 45 | 1,578 | 2 691 | 2 582 | 1,042 |
| 3.   | Korean Air Jumbos  | 50 | 30 | 16 | 14 | 62 | 50 | 1,240 | 2 631 | 2 591 | 1,015 |
| 4.   | Woori Card Hansae  | 43 | 30 | 15 | 15 | 55 | 57 | 0,965 | 2 506 | 2 537 | 0,988 |
| 5.   | LIG Greaters       | 37 | 30 | 12 | 18 | 47 | 68 | 0,691 | 2 558 | 2 697 | 0,948 |
| 6.   | Rush & Cash Vespid | 34 | 30 | 11 | 19 | 49 | 65 | 0,754 | 2 554 | 2 621 | 0,974 |
| 7.   | KEPCO Vixtorm      | 24 | 30 | 7  | 23 | 43 | 77 | 0,558 | 2 620 | 2 783 | 0,941 |

      Ammessa in finale play-off.
      Ammessa in semifinale play-off.

### Play-off scudetto
|  | Semifinali | Semifinali         | Semifinali | Semifinali         | Semifinali |   |   | Finale | Finale            | Finale | Finale | Finale | Finale | Finale |  |
|  |            |                    |            |                    |            |   |   |        |                   |        |        |        |        |        |  |
|  |            |                    |            |                    |            |   |   | 1      | Samsung Bluefangs | 0      | 3      | 3      | 3      |        |  |
|  |            |                    |            |                    |            |   |   | 1      | Samsung Bluefangs | 0      | 3      | 3      | 3      |        |  |
|  |            |                    | 2          | Hyundai Skywalkers | 3          | 1 | 0 | 0      |                   |        |        |        |        |        |  |
|  | 2          | Hyundai Skywalkers | 2          | Hyundai Skywalkers | 3          | 1 | 0 | 0      | 3                 | 3      |        |        |        |        |  |
|  | 2          | Hyundai Skywalkers |            |                    |            |   |   |        |                   |        |        |        |        |        |  |
|  | 3          | Korean Air Jumbos  | 0          | 1                  |            |   |   |        |                   |        |        |        |        |        |  |

#### Semifinale
| Gara 1 |                                        |     |                     |
|        |                                        |     |                     |
| 21-03  | Hyundai Skywalkers - Korean Air Jumbos | 3-0 | 25-19, 25-21, 25-23 |

| Gara 2 |                                        |     |                            |
|        |                                        |     |                            |
| 23-03  | Korean Air Jumbos - Hyundai Skywalkers | 1-3 | 22-25, 27-25, 20-25, 19-25 |

#### Finale
| Gara 1 |                                        |     |                     |
|        |                                        |     |                     |
| 28-03  | Samsung Bluefangs - Hyundai Skywalkers | 0-3 | 20-25, 19-25, 22-25 |

| Gara 2 |                                        |     |                            |
|        |                                        |     |                            |
| 30-03  | Samsung Bluefangs - Hyundai Skywalkers | 3-1 | 19-25, 35-33, 25-21, 27-25 |

| Gara 3 |                                        |     |                     |
|        |                                        |     |                     |
| 01-04  | Hyundai Skywalkers - Samsung Bluefangs | 0-3 | 23-25, 18-25, 21-25 |

| Gara 4 |                                        |     |                     |
|        |                                        |     |                     |
| 03-04  | Hyundai Skywalkers - Samsung Bluefangs | 0-3 | 18-25, 22-25, 22-25 |

## Premi individuali
| Premio                    | Giocatore                | Squadra                         |
| ------------------------- | ------------------------ | ------------------------------- |
| MVP della Regular Season  | Leonardo Leyva           | Samsung Bluefangs               |
| MVP delle finali play-off | Leonardo Leyva           | Samsung Bluefangs               |
| MVP dell'All-Star Game    | Yeo Oh-hyun Thomas Edgar | Hyundai Skywalkers LIG Greaters |
| MVP 1º round              | Leonardo Leyva           | Samsung Bluefangs               |
| MVP 2º round              | Choi Hong-suk            | Woori Card Hansae               |
| MVP 3º round              | Liberman Agámez          | Hyundai Skywalkers              |
| MVP 4º round              | Song Myung-geun          | Rush & Cash Vespid              |
| MVP 5º round              | Leonardo Leyva           | Samsung Bluefangs               |
| Miglior allenatore        | Sin Chi-yong             | Samsung Bluefangs               |
| Miglior esordiente        | Jeon Kwang-in            | KEPCO Vixtorm                   |
| Rising star               | Choi Hong-suk            | Woori Card Hansae               |
| Premio fair play          | Gwak Seung-seok          | Korean Air Jumbos               |
| Miglior realizzatore      | Leonardo Leyva           | Samsung Bluefangs               |
| Miglior attaccante        | Leonardo Leyva           | Samsung Bluefangs               |
| Miglior muro              | Shin Yung-suk            | Woori Card Hansae               |
| Miglior servizio          | Michael Sánchez          | Korean Air Jumbos               |
| Miglior palleggiatore     | You Kwang-woo            | Samsung Bluefangs               |
| Miglior ricevitore        | Gwak Seung-seok          | Korean Air Jumbos               |

## Classifica finale
| Pos                      | Squadra            |
| ------------------------ | ------------------ |
| Corea del Sud (bandiera) | Samsung Bluefangs  |
| 2                        | Hyundai Skywalkers |
| 3                        | Korean Air Jumbos  |
| 4                        | KEPCO Vixtorm      |
| 5                        | LIG Greaters       |
| 6                        | Rush & Cash Vespid |
| 7                        | Woori Card Hansae  |

## Statistiche
| Rendimento individuale | Rendimento individuale | Rendimento individuale | Rendimento individuale |
| Pos.                   | Nome                   | Punti                  | Squadra                |
| ---------------------- | ---------------------- | ---------------------- | ---------------------- |
| 1                      | Leonardo Leyva         | 1 218                  | Samsung Bluefangs      |
| 2                      | Liberman Agámez        | 1 058                  | Hyundai Skywalkers     |
| 3                      | Michael Sánchez        | 939                    | Korean Air Jumbos      |
| 4                      | Thomas Edgar           | 863                    | LIG Greaters           |
| 5                      | Jeon Kwang-in          | 616                    | KEPCO Vixtorm          |
| 6                      | Árpád Baróti           | 562                    | Rush & Cash Vespid     |
| 7                      | Choi Hong-suk          | 430                    | Woori Card Hansae      |
| 8                      | Song Myung-geun        | 416                    | Rush & Cash Vespid     |
| 9                      | Shin Young-soo         | 402                    | Korean Air Jumbos      |
| 10                     | Sean Rooney            | 400                    | Woori Card Hansae      |

| Attacchi vincenti | Attacchi vincenti | Attacchi vincenti | Attacchi vincenti  |
| Pos.              | Nome              | Punti             | Squadra            |
| ----------------- | ----------------- | ----------------- | ------------------ |
| 1                 | Leonardo Leyva    | 1130              | Samsung Bluefangs  |
| 2                 | Liberman Agámez   | 957               | Hyundai Skywalkers |
| 3                 | Michael Sánchez   | 845               | Korean Air Jumbos  |
| 4                 | Thomas Edgar      | 793               | LIG Greaters       |
| 5                 | Jeon Kwang-in     | 550               | KEPCO Vixtorm      |
| 6                 | Árpád Baróti      | 505               | Rush & Cash Vespid |
| 7                 | Song Myung-geun   | 367               | Rush & Cash Vespid |
| 8                 | Choi Hong-suk     | 364               | Woori Card Hansae  |
| 9                 | Shin Young-soo    | 352               | Korean Air Jumbos  |
| 10                | Sean Rooney       | 349               | Woori Card Hansae  |

| Muri vincenti | Muri vincenti   | Muri vincenti | Muri vincenti      |
| Pos.          | Nome            | Punti         | Squadra            |
| ------------- | --------------- | ------------- | ------------------ |
| 1             | Shin Yung-suk   | 97            | Woori Card Hansae  |
| 2             | Yun Bong-woo    | 90            | Hyundai Skywalkers |
| 3             | Choi Min-ho     | 86            | Hyundai Skywalkers |
| 4             | Ko Hee-jin      | 73            | Samsung Bluefangs  |
| 5             | Lee Sun-kyu     | 71            | Samsung Bluefangs  |
| 6             | Jeong Gi-hyuk   | 62            | LIG Greaters       |
| 7             | Park Jin-woo    | 55            | Woori Card Hansae  |
| 7             | Liberman Agámez | 55            | Hyundai Skywalkers |
| 9             | Jin Sang-houn   | 52            | Korean Air Jumbos  |
| 10            | Choi Hong-suk   | 50            | Woori Card Hansae  |

| Battute vincenti | Battute vincenti | Battute vincenti | Battute vincenti   |
| Pos.             | Nome             | Punti            | Squadra            |
| ---------------- | ---------------- | ---------------- | ------------------ |
| 1                | Michael Sánchez  | 51               | Korean Air Jumbos  |
| 2                | Liberman Agámez  | 46               | Hyundai Skywalkers |
| 3                | Leonardo Leyva   | 44               | Samsung Bluefangs  |
| 4                | Jeon Kwang-in    | 28               | KEPCO Vixtorm      |
| 5                | Seo Jae-duck     | 26               | KEPCO Vixtorm      |
| 6                | Árpád Baróti     | 21               | Rush & Cash Vespid |
| 6                | Thomas Edgar     | 21               | LIG Greaters       |
| 6                | Miloš Ćulafić    | 21               | KEPCO Vixtorm      |
| 9                | Lee Min-gyu      | 20               | Rush & Cash Vespid |
| 9                | Song Myung-geun  | 20               | Rush & Cash Vespid |